# Османізм

Ідея прийняття національного прапора була натхненна османізмом — спільним прапором, під яким могли згуртуватися всі громадяни імперії незалежно від раси чи релігійної групи.

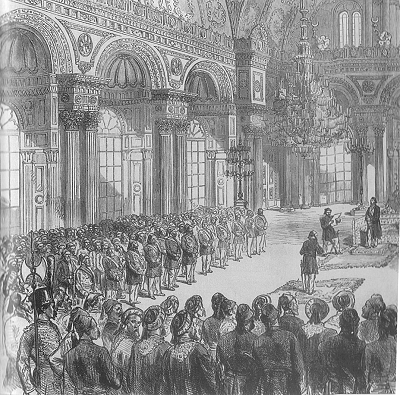
Відкриття першого османського парламенту після проголошення Османської конституції 1876 року

Османізм або Османство ( осман. عثمانلولق  , тур. Osmanlıcılık фр. Ottomanisme ) був концепцією, що розвинулася до Першої конституційної ери Османської імперії 1876–1878 років. Його прихильники вважали, що це може створити Єдність народів, İttihad-ı Anasır, необхідний для того, щоб запобігти розпаду імперії релігійними міллетами.

## Історія

### Започаткування
Такі мислителі, як Монтеск'є (1689–1755) і Руссо (1712–1778), а також події Французької революції 1789 року сильно вплинули на османізм. Він пропагував рівність між народами. Ідея османізму зародилася в середовищі «Нових османів» (заснована в 1865 році) в таких концепціях, як прийняття всіх окремих етносів в імперії, незалежно від їхнього віросповідання, тобто всі повинні були бути «османами» з рівними правами. Іншими словами, османізм вважав, що всі піддані рівні перед законом. В ідеалі, всі громадяни мали б мати спільну географічну територію, мову, культуру і відчуття «не османської» партії, яка відрізнялася б від них. Суть просяної системи конфесійних угруповань не була демонтована, але застосовувалися світські організації та політика. Початкова освіта, військова повинність, головний податок і військова служба мали застосовуватися як до немусульман, так і до мусульман.

### Розвиток концепції
Османізм був натхненний і сформований як реакція на європейські ідеї та зростаючу участь Заходу в Османській імперії. Після реформ Танзімату, розпочатих у 1839 році, османізм розвинувся з потреби об'єднати імперію[1]. Османи боялися зростаючої загрози з боку європейців, особливо після таких подій, як Балт-Лиманський договір 1838 року, який дозволив британським купцям в імперії сплачувати податки нарівні з місцевими жителями, та зростаючого занепокоєння великих держав щодо ставлення до християн у межах імперії. Османи вважали, що якщо їм вдасться повністю об'єднати імперію в рамках одного державного утворення, то вони стануть сильнішими і європейцям буде важче зазіхати на османську територію, а також на османський народ. Раніше [коли?] імперія була розділена на багато маленьких громад, які здебільшого управляли самі собою. Султан наглядав за цими громадами, але більшість територій дотримувалися власних законів і вірувань[2]. Це частково пояснювало успіх Османської імперії: султан не нав'язував населенню жодних серйозних змін, коли завойовував його. Через боротьбу за самовизначення в Європі почала зростати концепція національних держав зі спільним почуттям ідентичності, особливо після війни за незалежність Греції 1821-1830 років, яка також почала впливати на різні інші народи Османської імперії. З цих випадків османізм розвинувся як соціальна і політична реакція з надією врятувати імперію від занепаду.

### Османська національність
Основними попередниками османізму були Указ про Реформацію 1856 року, який обіцяв повну рівність перед законом незалежно від релігії, та Закон про громадянство Османської імперії 1869 року, який створив спільне османське громадянство незалежно від релігійної чи етнічної приналежності. Закон про громадянство Османської імперії, оприлюднений 19 січня 1869 року, був одним із тих законів, що поєднували елементи принципів jus soli та jus sanguinis і таким чином нагадували французький Закон про громадянство, зокрема формулювання 1851 року, яким, як стверджується, він був натхненний.   Законодавство про національність було концепцією 19 століття, і Османська імперія прийняла його рано. Закон про громадянство Османської імперії з'явився раніше за будь-яку загальноприйняту міжнародну концепцію основних елементів цього законодавства. Багато хто в немусульманських міллетах і багато мусульман відкинули османізм. Немусульмани сприйняли це як крок до ліквідації своїх традиційних привілеїв. Тим часом мусульмани розглядали це як ліквідацію власного вищого становища. Існували твердження, що османізм був реакцією на Танзимат, епоху інтенсивної перебудови Османської імперії бюрократичною елітою 1839-1876 років. Інавгурація Генеральної Асамблеї в 1876 році сприяла духу реформ, оскільки всі представники міллетів були представлені в цій двопалатній асамблеї.

### Молодотурецька революція
Османство пережило відродження під час Молодотурецької революції 1908 року  та протягом Другої конституційної ери 1908–1920 років  Вона втратила більшість своїх прихильників під час Першої Балканської війни 1912–1913 років, коли Османська імперія втратила більшість своїх європейських територій, населених меншинами. Розчарування у провалі османізму стало невід'ємною частиною сплеску кемалізму в 1920-х роках.